# Patrici Tixis Padrosa
Patrici Tixis Padrosa (Sarrià de Ter, 1961) és un periodista català, director de comunicació corporativa del Grup Planeta, i des de 2015 president del Gremi d'Editors de Catalunya i de la Cambra del Llibre de Catalunya.
És vicepresident de CEDRO, entitat de gestió dels drets d'autor del món editorial. i ha treballat com a periodista als mitjans de comunicació El Punt, el Diari de Barcelona i La Vanguardia. L'any 2001 va incorporar-se al Grup Planeta. L'1 de gener de 2015 va assumir la presidència del Gremi d'Editors de Catalunya, escollit per l'Assemblea General, en substitució de Daniel Fernández, que deixava el càrrec per assumir la presidència de la Federació de Gremis d'Editors d'Espanya. Com a president del Gremi es va marcar com a objectius la lluita contra la pirateria, ajudes de les administracions per a millorar la competitivitat i la creació de llocs de treball a les empreses editorials, el foment de la lectura, i la millora dels serveis als associats. Posteriorment va assumir també la presidència de la Cambra del Llibre de Catalunya, des d'on el 2017 va impulsar la candidatura de la Diada de Sant Jordi com a Patrimoni Immaterial de la UNESCO.